# Portret młodego Anglika
Portret młodego Anglika (Portret młodzieńca o modrych oczach) – portret renesansowego włoskiego malarza Tycjana.
Według przeważających opinii portret przedstawia Howarda, księcia Norfolk lub Ottawia Farnase (inne hipotezy mówią, iż jest to Hipolit Rominaldi. Tycjan wyjątkowo użył jedynie kilku barw – głównie czerni, szarości, bieli i różu. Monochromatyzm spowodował iż portret jest bardziej sugestywny, a postać odcina się od jednolitego szarego tła, rzucając jedynie delikatny cień. Malarz uzyskał efekt "odtworzenia duszy postaci". Jego twarz i wnikliwe oczy podkreślają stan duchowy mężczyzny i jego wewnętrzne napięcie nerwowe. Takie duchowe portrety dorównywały poezji i sztukom wyzwolonym, o czym wspominał Leonardo da Vinci mówiąc, iż twórczość malarska ma nie tylko charakter materialny, ale i intelektualny, gdyż zadaniem artysty jest ukazanie charakteru osoby portretowanej.